# Masacre de Querétaro de 2024
La Masacre de Querétaro de 2024 fue un ataque armado ocurrido el 9 de noviembre en el bar «Los Cantaritos», situado en la ciudad capital de Querétaro. El incidente dejó 10 muertos y 13 heridos.

## Sucesos
En la noche del 9 de noviembre, alrededor de las 21:31 horas, una camioneta gris se detuvo frente al bar «Los Cantaritos», ubicado en la avenida Circunvalación. De la camioneta descendieron tres de los cuatro individuos armados con rifles de asalto. Mientras el conductor permanecía en el vehículo, los tres atacantes ingresaron al establecimiento. Dos de ellos abrieron fuego indiscriminadamente durante aproximadamente 25 segundos, disparando tanto en el interior como desde el exterior del bar antes de retirarse en el mismo vehículo.

## Investigación
Posteriormente, la camioneta fue hallada incendiada en el municipio de El Marqués, aparentemente para eliminar cualquier evidencia del ataque.
Además, se informó de una persona detenida, aunque aún se desconoce su grado de implicación y su identidad.
Por otra parte, se tiene del conocimiento que una de las víctimas era Fernando González Núñez «La Flaca», aparentemente miembro del Cártel Jalisco Nueva Generación y principal blanco; localizado por el Cártel de Santa Rosa de Lima a través de redes sociales, donde exponía su vida delictiva.

## Reacciones
- Mauricio Kuri González, gobernador del estado, condenó el ataque, indicando que «no habrá impunidad» y pidió «no politizar la masacre».[18][19][20]
- Felipe Fernando Macías, presidente municipal de Santiago de Querétaro, a través de su cuenta X señaló el ataque como «dirigido a delincuentes»,[21][22] asimismo, anunció nuevas medidas de control, con nuevas revisiones a bares, principalmente de licencias,[23] medida que ha causado la clausura de al menos 6 bares.[24][25]